# ハイブリッドガラス
ハイブリッドガラスは、珪素化合物であるシリコーン樹脂とシラノール化合物及びガラス転移点を持つ複数の化合物を，多分散または分離させた状態にしておき、化学的に複数の官能基で合成させたシリコンアモルファス化合物であり、低温状態で合成するガラス質複合体である。通常シラノール化合物のゾル-ゲル法においてのガラス形成は500度の温度が必要である。この温度に耐えられない、木材などや化学製品などに有機系組成物にガラス質を付着させる場合において、複数の有機官能基を持たせる必要があるため有機無機複合ガラスとも呼ばれる。（違う構造のものに、有機ガラスが存在する。）またフルオロ樹脂等の添加が可能であり、添加した材料により、高い耐候性を維持できる樹脂である。
ハイブリッドガラスの長所
- 常温領域の120-180度の熱軟化性と有機合成ができる架橋構造を持ち、同時に過冷却させることでガラス質を得られる。
- 比重が軽い。
- 対衝撃性にすぐれ、割れにくい。
- 着色性に優れる。
- 自己消火作用があり、耐熱性に優れる

ハイブリッドガラスの短所
- 一般のガラスに比べ傷がつきやすい。
- 自己消火性はあるが、難燃性においては、従来のガラスには劣る。
- 一部の有機溶剤で変質する場合がある。